# Miczurynskaja
Miczurynskaja (biał. Мічурынская; ros. Мичуринская) – agromiasteczko na Białorusi, w obwodzie homelskim, w rejonie homelskim, w sielsowiecie Krasnaje. Od południa i wschodu graniczy z Homlem.

## Religia
Znajduje tu się prawosławna cerkiew pw. Kazańskiej Ikony Matki Bożej.

## Transport
Miczurynskaja ma dogodne położenie komunikacyjne. Jej granicami biegną homelska ul. Sowiecka, będąca częścią przebiegającego przez miasto odcinka drogi magistralnej M8 oraz obwodnica Homla. Na obie te drogi istnieje bezpośredni wyjazd z Miczurynskaji. Od południa i wschodu wieś obiegają linie kolejowe Homel – Żłobin i Swietacz – Centralit, jednak bezpośrednio na terenie agromiasteczka nie ma punktów zatrzymywania się pociągów.